# Porta Pia (Ancona)
Porta Pia è un'antica porta monumentale di accesso alla città di Ancona; fu realizzata tra il 1787 e il 1789 su progetto dell'architetto Filippo Marchionni. Il nome ricorda papa Pio VI, che ne promosse la costruzione. 

## Descrizione

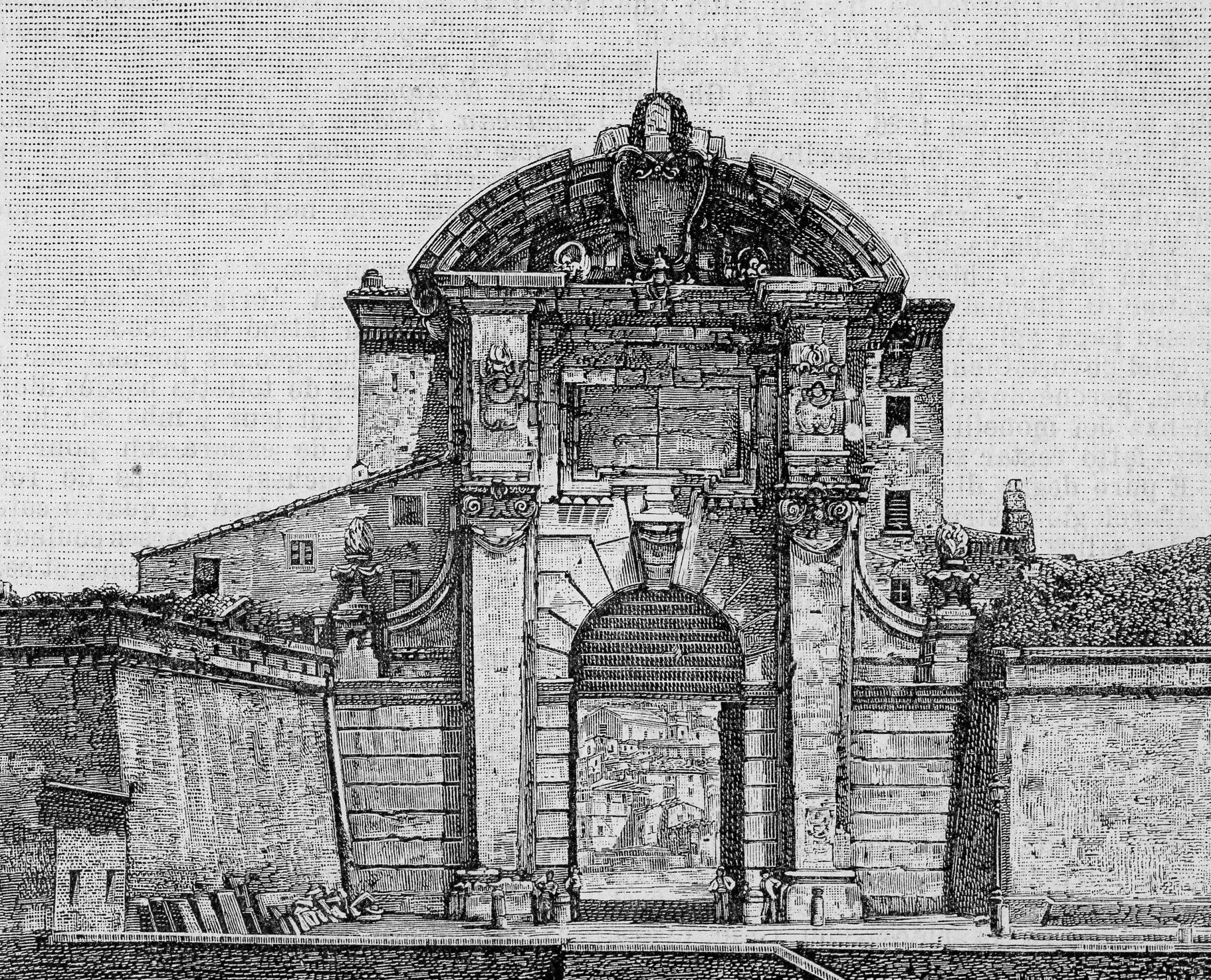
Porta Pia ancora inserita nella cinta muraria (xilografia). A sinistra il bastione di Santa Lucia, a destra il tratto di mura che collega la porta con la Cittadella.

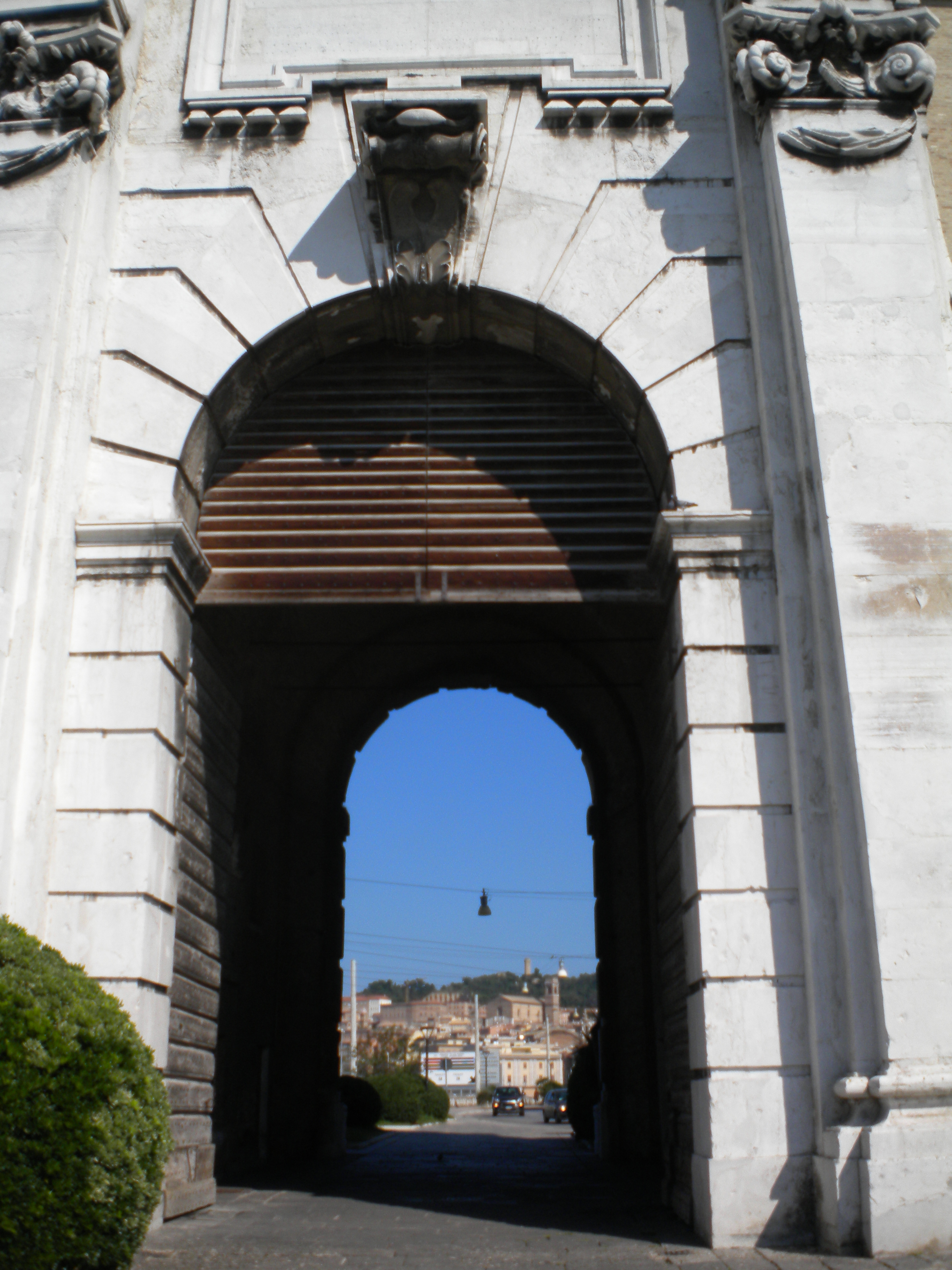
Panorama dalla porta verso il Faro.

Porta Pia ricorda un arco di trionfo a un solo fornice, racchiuso entro due paraste e con massicci contrafforti alti quanto la fascia d'imposta; tutta la struttura è caratterizzata da levigati blocchi in pietra d'Istria. I contrafforti, più che svolgere un mero compito decorativo, assolvono al sostegno delle spinte laterali dell’arco, grazie anche ai due raccordi terminanti in due piccoli piedistalli - ornati con dei vasi da cui esce del fuoco - che collegano la parte bassa della struttura con la sua trabeazione. L'ordine architettonico impiegato nel lato prospiciente il Lazzaretto è una reinvenzione di gusto neocinquecentesco dello ionico: sono motivi rincorrenti di chiara impronta manierista le conchiglie e i mascheroni di mostri marini presenti nell'opera, collocati a ricordare la vocazione marittima della città di Ancona.
La base delle paraste possiede unicamente – intervallate da listelli – le modanature plinto, scozia e toro, al pari delle basi delle lesene doriche appartenenti al progetto mai realizzato per la chiesa dei Santi Faustino e Giovita di Carlo Fontana a Roma. Le due paraste appaiono leggermente schiacciate, dovuto al fatto che le loro proporzioni appartengono all'ordine dorico. Per far riacquistare loro slancio, l'architetto le disegnò con una pronunciata rastremazione dall'alto verso il basso, come nelle edicole situate all'interno del vestibolo della Biblioteca Medicea Laurenziana di Michelangelo a Firenze. Il capitello, chiaramente ispirato da quello ionico, presenta le volute sostituite da delle conchiglie vagamente somiglianti a un nautilus e una figura femminile, collocata là dove in un normale capitello ionico rimarrebbe il fiore dell'abaco, che indossa un elmo con piume di struzzo. Sospeso al di sotto del capitello, un panneggio è agganciato alle due volute. L'architrave, come gran parte dell'apparato decorativo di questa imponente architettura, è un'invenzione dell'architetto, giocato in questo caso sulla sovrapposizione di fasce e listelli. Al centro, immediatamente sopra l'arco, il bugnato s'interrompe e così anche l'architrave, lasciando posto a una grande targa originariamente riportante la dedica del monumento, sostenuta simmetricamente da otto gocce. Durante il periodo napoleonico l'iscrizione fu cancellata, insieme allo stemma papale.
Elemento neocinquecentesco è il caratteristico fregio, esageratamente sviluppato in altezza, evidente richiamo alla soluzione di Michelangelo presente nella facciata interna di Porta Pia a Roma. A differenza dell'architetto toscano, nella parte alta del fregio Marchionni pone una mensola pressoché cubica - adeguatamente sostenuta dai mascheroni - facendo così avanzare la cornice da essa retta, risaltando con grande originalità gli effetti chiaroscurali dell'intera composizione. Nella cornice, un'ampia modanatura, concava e a forma di quarto di cerchio denominata cavetto, si diparte da un listello e un toro: questa sequenza di modanature - ispirata al Borromini e dunque esplicitamente di gusto tardobarocco - è la stessa presente nella trabeazione del Lazzaretto. In particolare, la medesima sequenza si ricollega a vari esiti europei settecenteschi - palesando dunque il comune modo di intendere l'Architettura all'epoca quale fu il Tardobarocco - come ad esempio le cornici delle ali ai lati dell'Arco di Praça do Comércio a Lisbona. In ultimo, al di sopra di una fascia liscia, si succedono due volte una gola diritta e un listello: altra singolarità dovuta alla ricerca di un effetto di magniloquenza e sontuosità. A coronamento della composizione, un timpano curvilineo spezzato racchiude lo stemma di papa Pio VI, il quale viene retto da due cornucopie. Lo stemma papale è stato scalpellato insieme all’iscrizione dedicatoria durante l'occupazione francese.

## Storia

### Origine

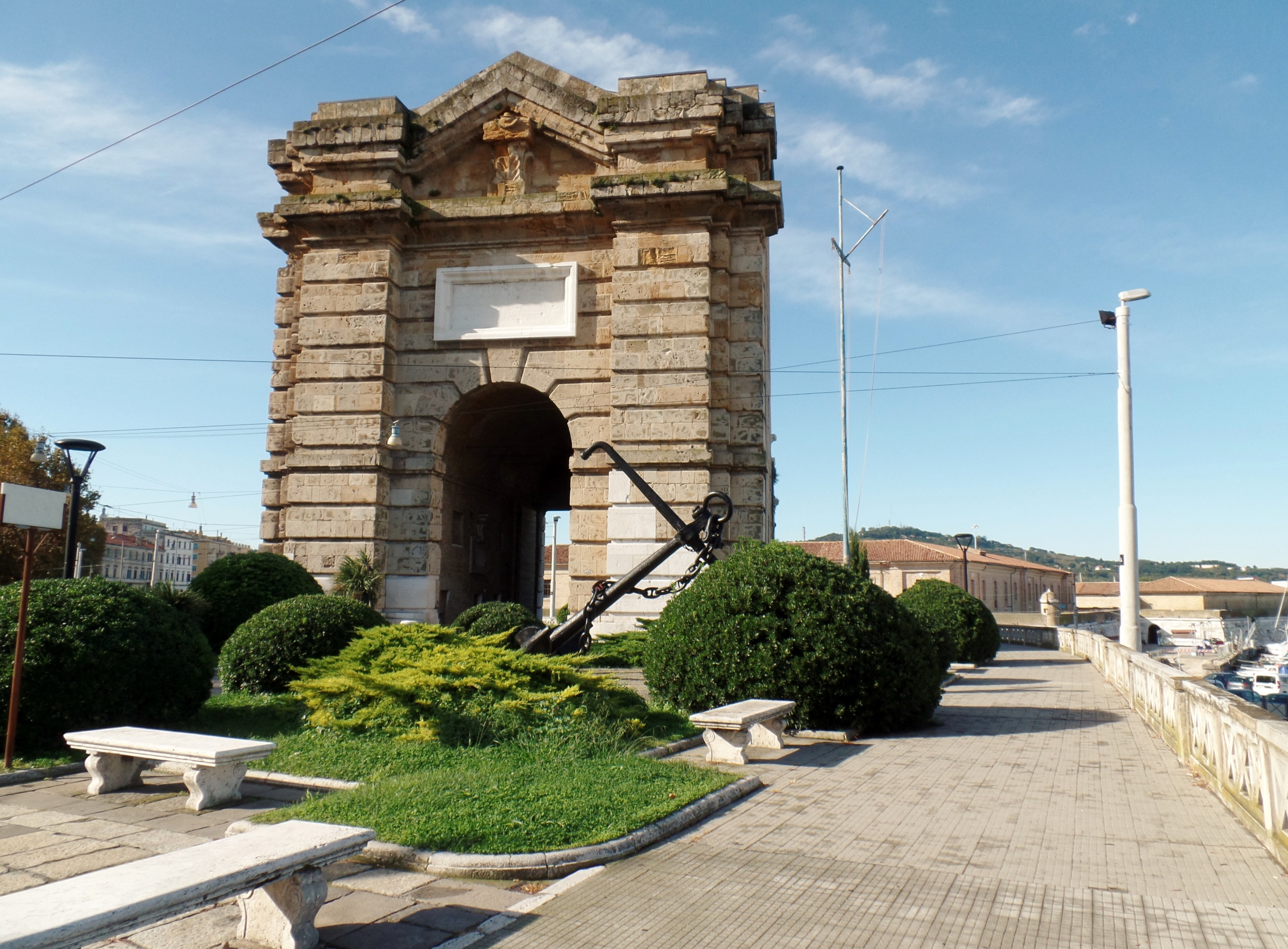
Facciata interna

Nella seconda metà del Settecento, la strada d'accesso al porto per chi proveniva da nord era ritenuta ormai completamente inadeguata alle esigenze del traffico dell'epoca; comprendeva infatti, una volta entrata in città attraverso Porta Capodimonte, la ripidissima discesa dell'attuale via Cialdini.
Nei primi decenni del XVIII secolo, la sistemazione del porto ad opera di Luigi Vanvitelli aveva raggiunto l'obiettivo prefissato di far rinascere i traffici navali, dopo la profonda crisi del Seicento; le opere vanvitelliane fecero inoltre da catalizzatore per la realizzazione di ulteriori interventi urbanistici a servizio del porto e in particolare per l'apertura, nel 1783, di un nuovo, più ampio e pianeggiante accesso stradale da nord, composto dagli odierni corso Carlo Alberto, via Marconi (all'epoca "Strada Pia") e via XXIX Settembre. Altro intervento suscitato dalla sistemazione vanvitelliana del porto fu l'edificazione di Borgo Pio, poi rione degli Archi, lungo questa nuova strada di accesso. Fu quindi necessaria l'apertura nella cinta muraria di un nuovo ingresso monumentale alla città, situata a metà della nuova strada: Porta Pia, costruita tra il 1787 e il 1789.
Papa Pio VI affidò l'incarico di progettare il nuovo ingresso alla città all'architetto Filippo Marchionni, figlio di Carlo. Fu naturale dare alla nuova porta il nome del pontefiche che ne aveva promosso la costruzione. Il nuovo accesso in città era collegato alle mura che salivano alla Cittadella e, attraverso il Bastione di Santa Lucia, alle mura del porto. 
Il lato rivolto verso l'esterno della città, in stile barocco, è in pietra d'Istria; quello interno, opera di Scipione Daretti, è di forme più semplici e costituito da blocchi di tufo disposti a bugnato.
Sopra ai fornici esterno ed interno erano presenti lo stemma di Papa Pio VI e due iscrizioni. Sia lo stemma, sia le iscrizioni sono stati scalpellati durante il periodo napoleonico, che in Ancona si protrasse dal 1796 al 1815.
Sulla facciata esterna l'iscrizione era ispirata a quella posta sull'Arco di Traiano. Se ne riporta il testo.
«PIO VI PONT[ifice] O[ptimo] M[aximo]
magnanimo munifico providentissimo
anconæ patri et restauratori
aloysius gazzoli delegatus et novemviri
numini eius devotissimi
plaudunt
anno salutis mdcclxxxix pont[ificati] xv.»
("Il delegato Luigi Gazzoli e i novemviri, devotissimi alla sua santità, plaudono il pontefice Pio VI, ottimo, massimo, magnanimo, munifico, generosissimo, nell'anno della salvezza 1789, quindicesimo del pontificato")
Sulla facciata interna, il testo era il seguente. In questo caso, il riferimento all'arco di Traiano era quasi esplicito.
«PORTA PIA
vetustiora ancon[itana] monumenta emulando
principis munificentia
testatur.»
("Porta Pia, emulando i monumenti più antichi di Ancona, testimonia la munificenza del principe".)
Sulle pareti del fornice erano presente due altre iscrizioni; il testo della prima è riportato di seguito, commemorava l'apertura della muova strada di accesso alla città.
«collem depressit
mare submovit
viam stravit
portam erexit
civitatem ædificis exornavit.»
("Abbassò la collina, allontanò il mare, tracciò la strada, eresse la porta, adornò la città di edifici".)
La seconda iscrizione laterale riportava i nomi dei novemviri cittadini in carica all'epoca della costruzione della porta: F. Bosdari, N. Marganetti, G. Pichi Righetti, L. A. Ferretti, A. Nembrini Gonzaga, A. Camerata de' Mezzeleni, M. S. Rinaldini, L. Ferretti.

### Eventi successivi

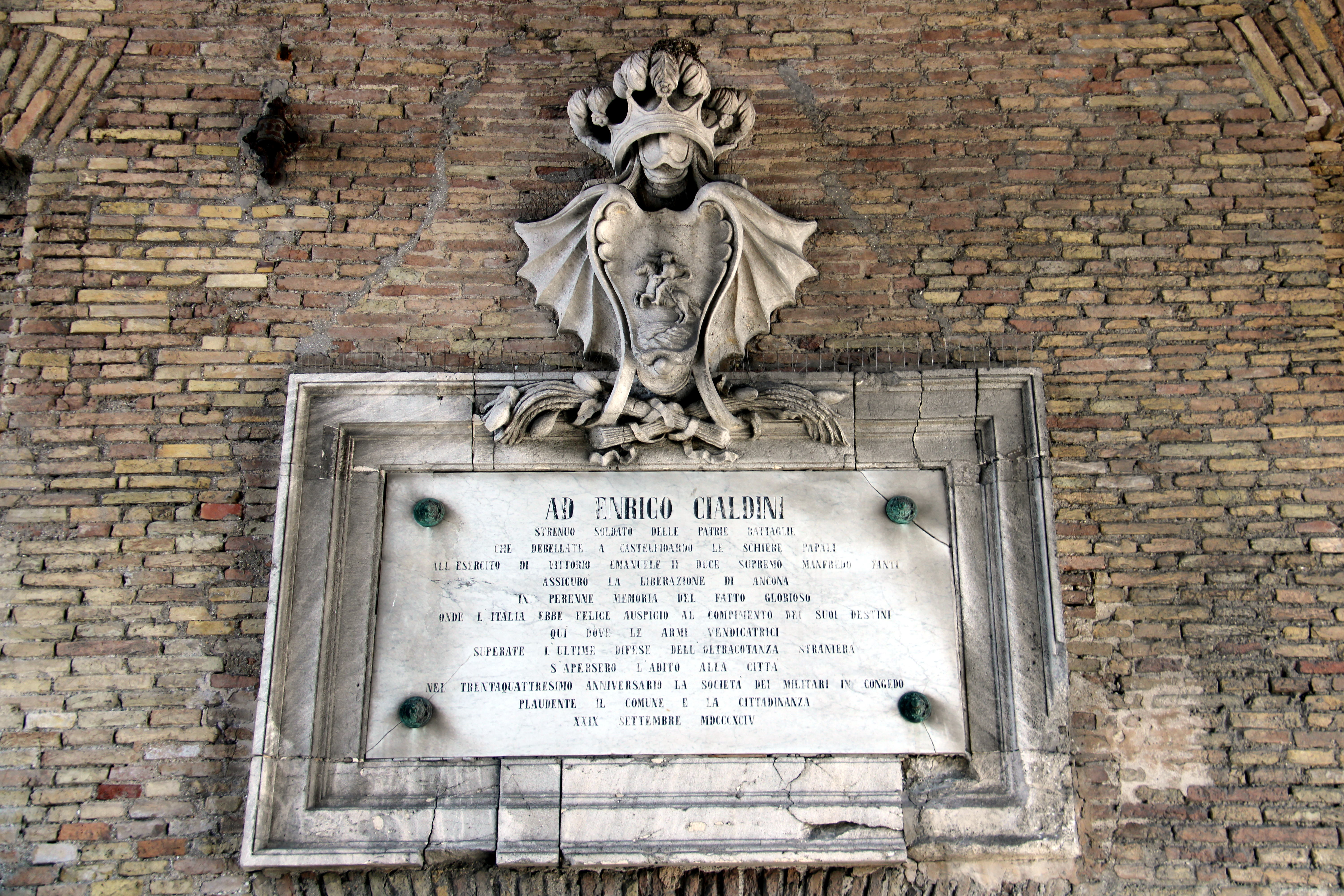
Lapide a ricordo dell'ingresso delle truppe sarde

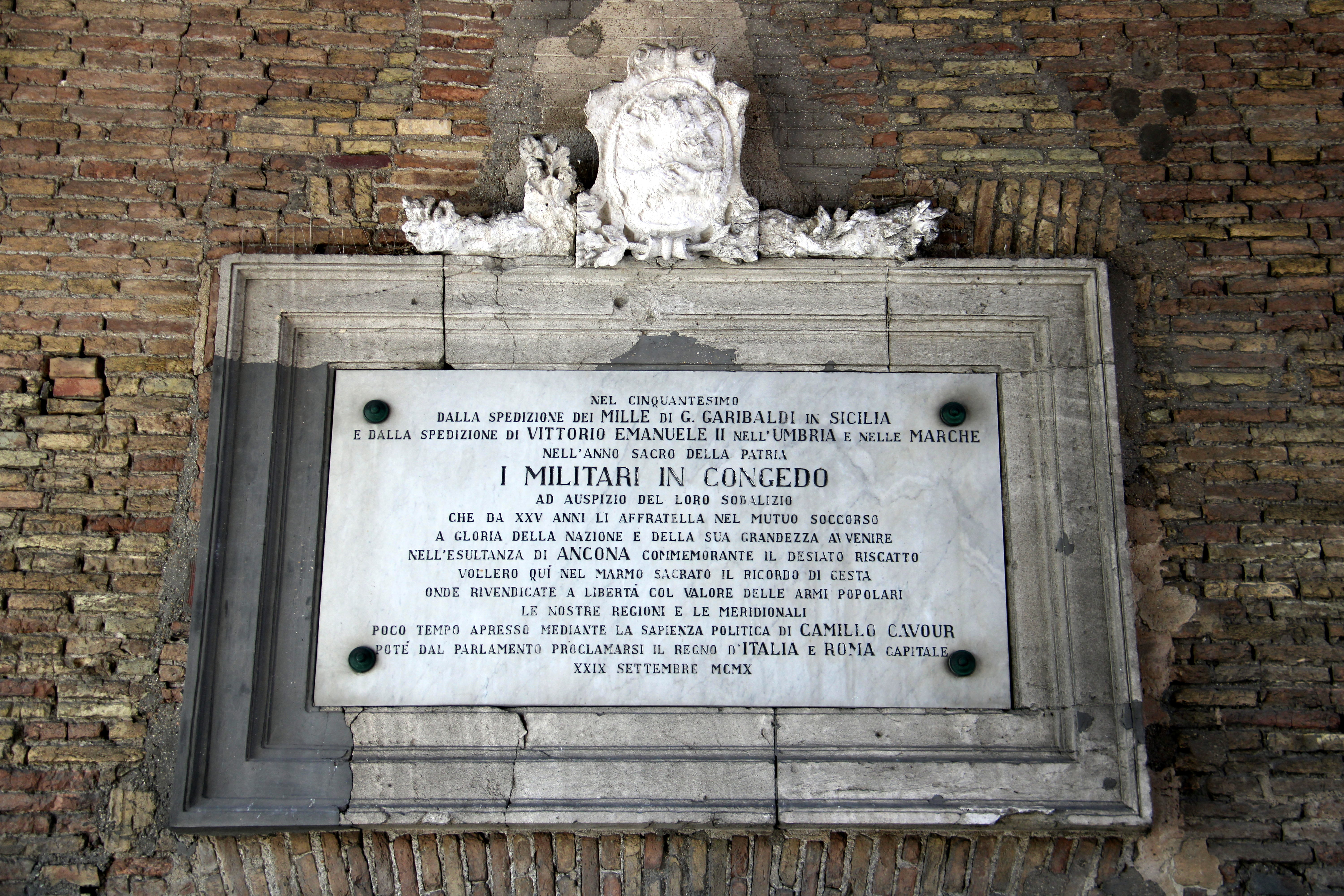
Lapide posta nel cinquantenario della proclamazione del Regno d'Italia

In epoca napoleonica, quando la città era a capo del Dipartimento del Metauro, nei pressi della porta fu realizzata una fontana in stile rococò, incastonata nelle mura, dal lato del centro cittadino. La fontana fu costruita in tufo come la facciata interna della porta. Era alimentata da una vena sorgiva, nota per la sua freschezza, che sgorgava da un mascherone inserito in una nicchia. Un'iscrizione riportava la data di costruzione della fontana: 1799.
Durante l'occupazione napoleonica della città, inoltre, furono scalpellati lo stemma di papa Pio VI e le iscrizioni dedicatorie sulle due facciate; la porta venne ridenominata "Porta di Francia". Lo stemma papale venne sostituito da un dipinto allegorico raffigurante la Libertà.
Al termine dell'assedio del 1860, le truppe vittoriose di re Vittorio Emanuele II entrarono in città attraverso Porta Pia il 29 settembre; la vittoria sarda in questo assedio permise l'unione di Marche ed Umbria al Regno di Sardegna e la successiva proclamazione del Regno d'Italia, avvenuta l'anno seguente. Il fatto è ricordato dalle due lapidi poste all'interno della porta e dal nome di via XXIX Settembre, che da essa inizia.
Nei primi anni del Novecento, per esigenze di traffico, venne demolito il Bastione di Santa Lucia, che era adiacente alla porta dal lato del porto
Nel secondo dopoguerra, sempre per esigenze di traffico, fu demolito anche il tratto di mura che collegava Porta Pia alla cinta muraria diretta verso Cittadella; il monumento rimase allora completamente isolato, come un arco di trionfo. L'architetto Eusebio Petetti aveva proposto di risparmiare la fontana settecentesca adiacente alla porta, smontandone le parti e ricostruendola più arretrata. Tale proposta, sostenuta anche in dibattiti pubblici, non fu accettata dall'amministrazione comunale e la fontana venne demolita.

### Lesioni belliche

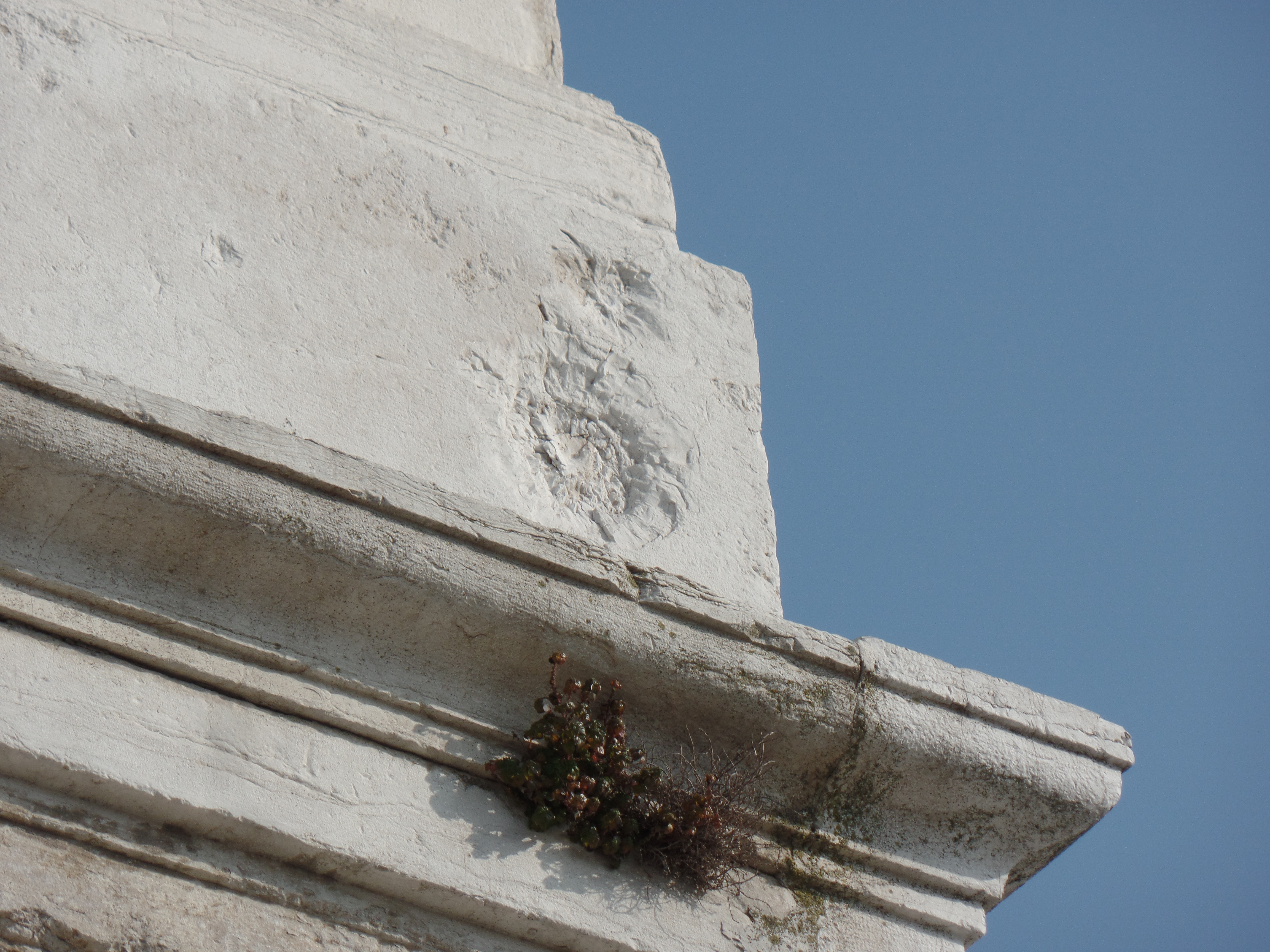
Lesioni da cannonate a palla

Porta Pia è stata interessata dagli eventi bellici del 1799 durante il periodo di occupazione francese di Ancona, del 1849 durante la Repubblica romana e del 1860 durante l’assedio della città da parte delle truppe piemontesi.

Nel 1860 una batteria di otto cannoni da campagna batteva Porta Pia e le mura vicine, sono ancora presenti alcune lesioni riferibili a quel periodo, in parte riparate, facilmente riconoscibili per il contrasto tra la pietra bianca originale ed il grigio del materiale usato per la riparazione.

Sul lato vicino al Lazzaretto sono visibili le impronte lasciate da cannonate a palla e anche piccole lesioni di fucileria piemontesi, altre lesioni sono presenti in misura minore sul lato Duomo, anche sul bordo della colonnina lato mare, sul lato silos in alto si può vedere una lesione circolare con al centro un residuo metallico, presumibilmente uno dei primi proiettili conici o a bottiglia. Una delle piccole colonne bianche, a terra staccata dal basamento, presenta diversi seghi di cannonate a palla.
Nel 1920, durante la Rivolta dei Bersaglieri, Porta Pia fu bombardata dal mare con una torpediniera. Le parti in pietra bianca della facciata interna, che contrastano con l'originario paramento in tufo, sono state poste per restaurare i danni di questo bombardamento.

## Monumento ai caduti del mare

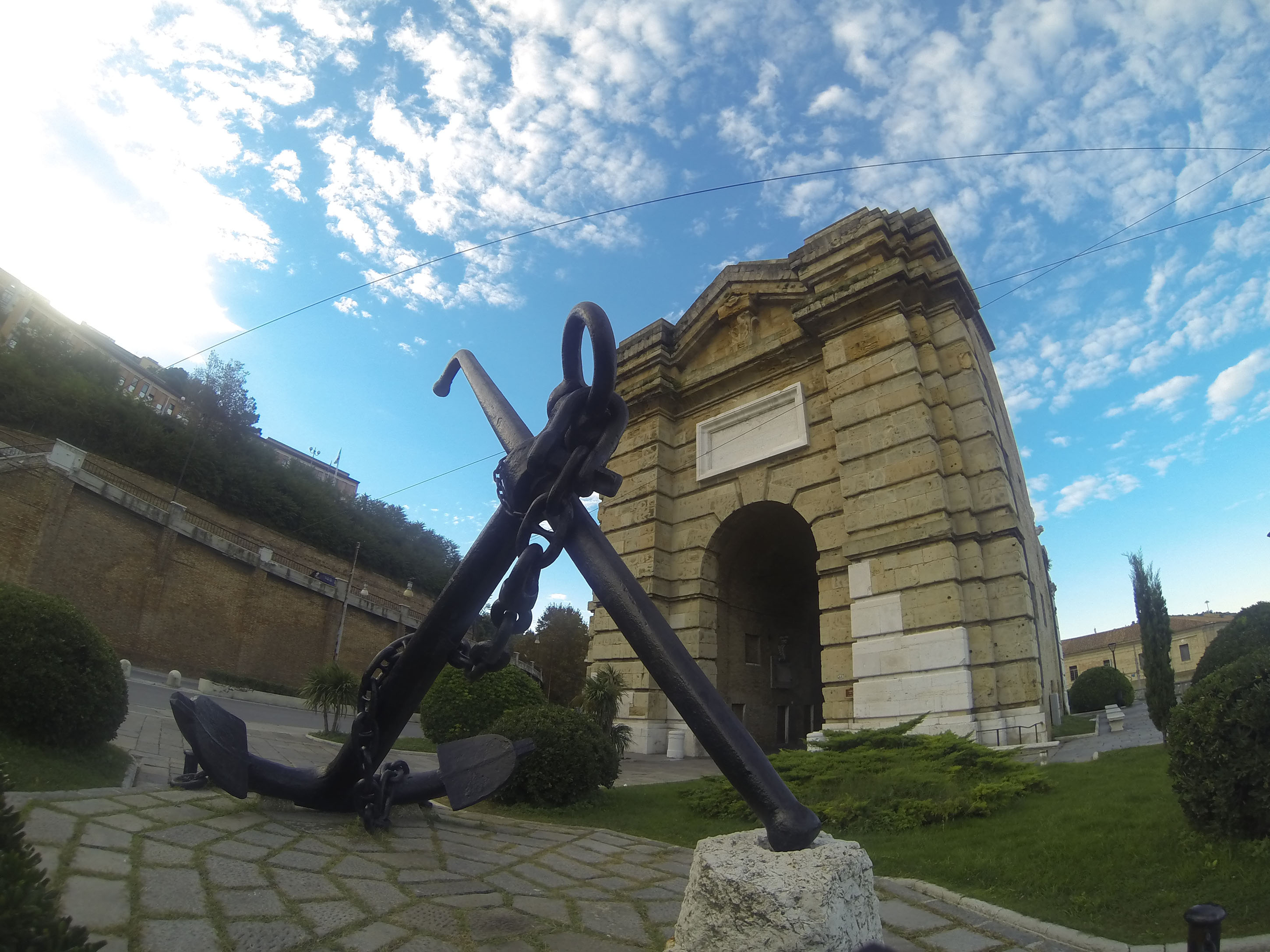
Monumento ai caduti del mare

Il 1º giugno 1982, accanto alla porta è stata posta una grande àncora, come monumento a ricordo di tutti i naviganti che hanno perso la vita in mare; la lapide sul monumento reca l'iscrizione: ancona ai caduti del mare - 13 giugno 1982. Il monumento è stato eretto a cura della locale sede dell'Associazione Nazionale Marinai d'Italia e su di esso viene posta una corona d'alloro in occasione della festa della Marina Militare, che si tiene il 10 giugno in ricordo dell'impresa di Premuda, nella quale il comandante Luigi Rizzo, partendo dal porto di Ancona con due MAS, affondò la corazzata austriaca Szent István.
La città ricorda i caduti del mare anche nel corso della Festa del Mare, con una processione di centinaia di barche che si recano al largo per assistere al lancio di una corona onoraria; la festa si tiene nella prima domenica di settembre. .

## Galleria d'immagini

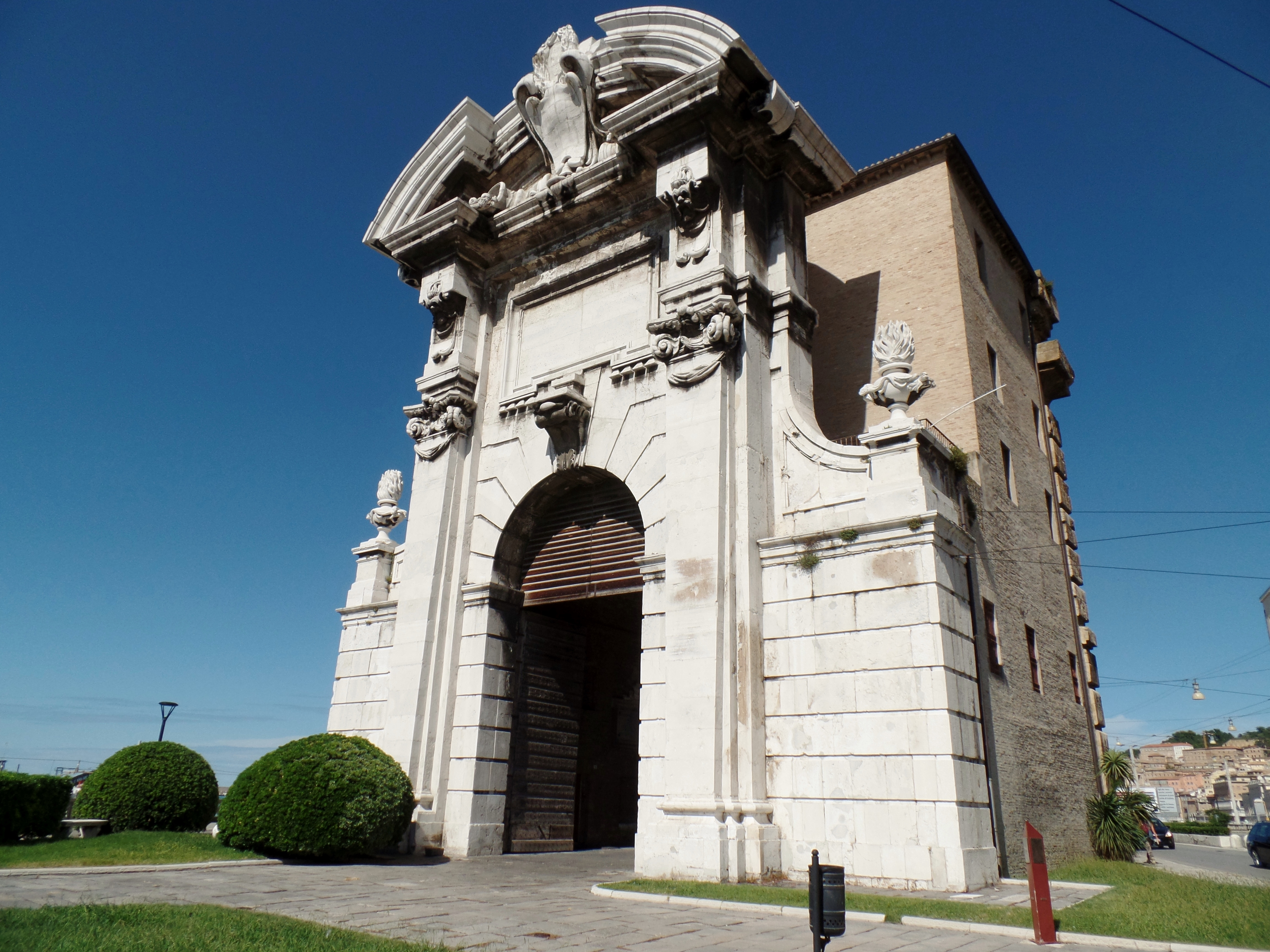
Facciata esterna
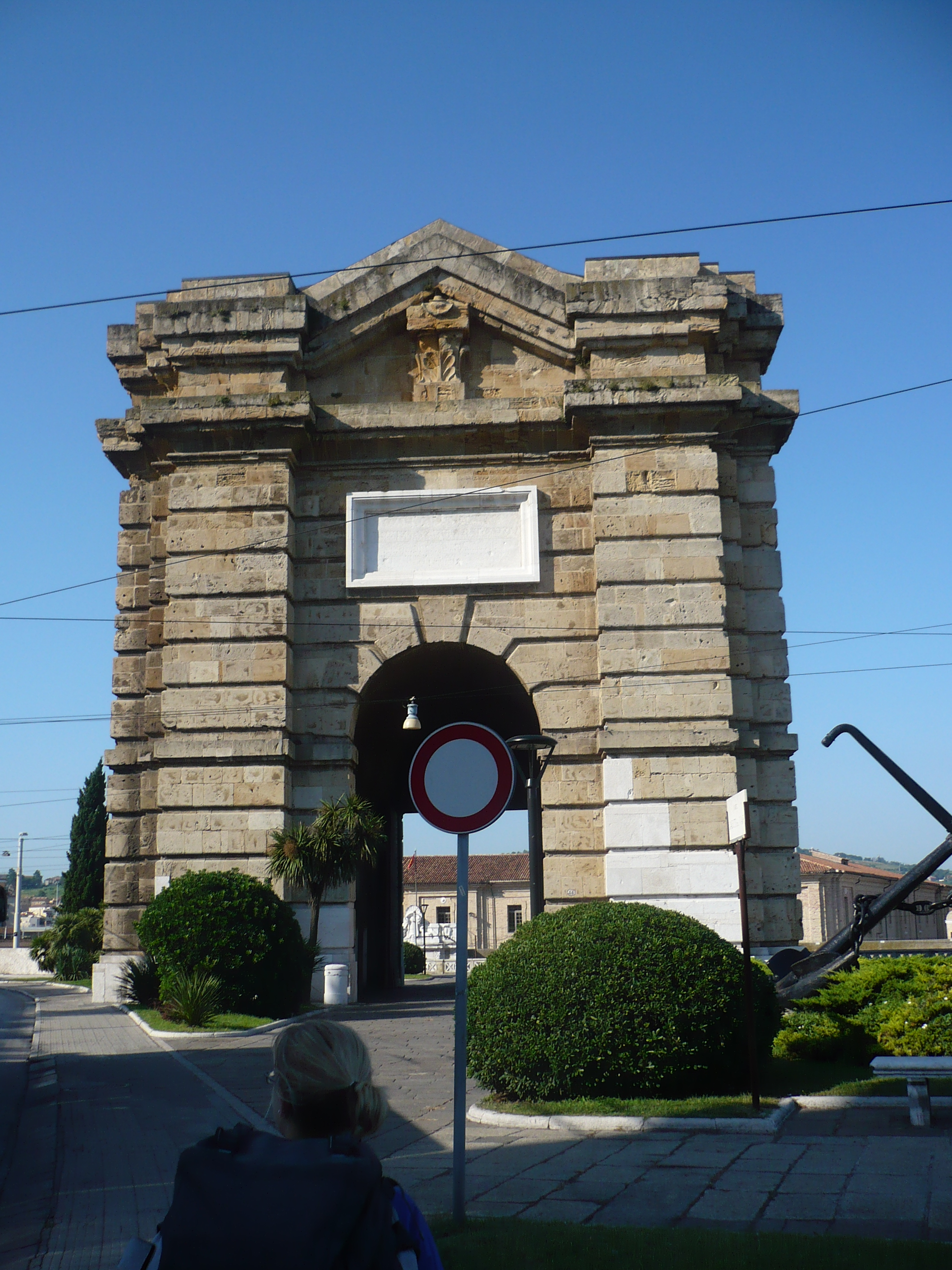
Facciata interna
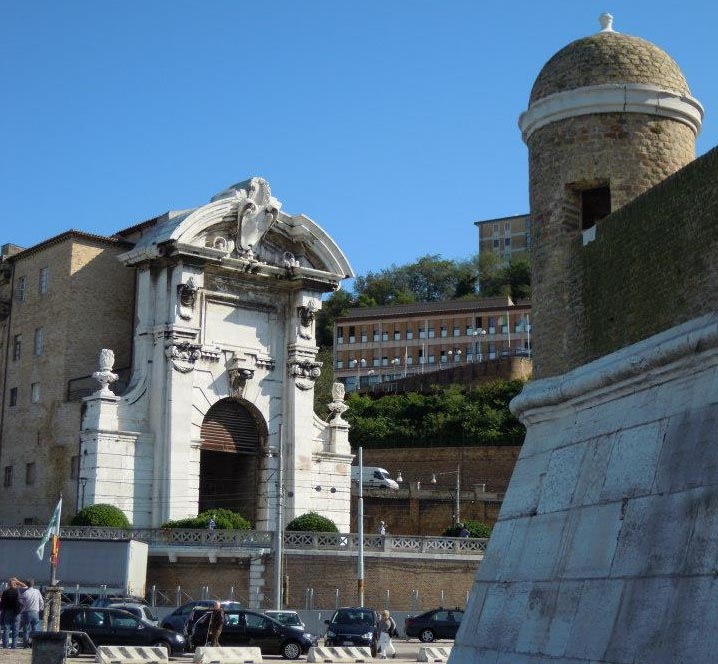
Porta Pia dal Lazzaretto
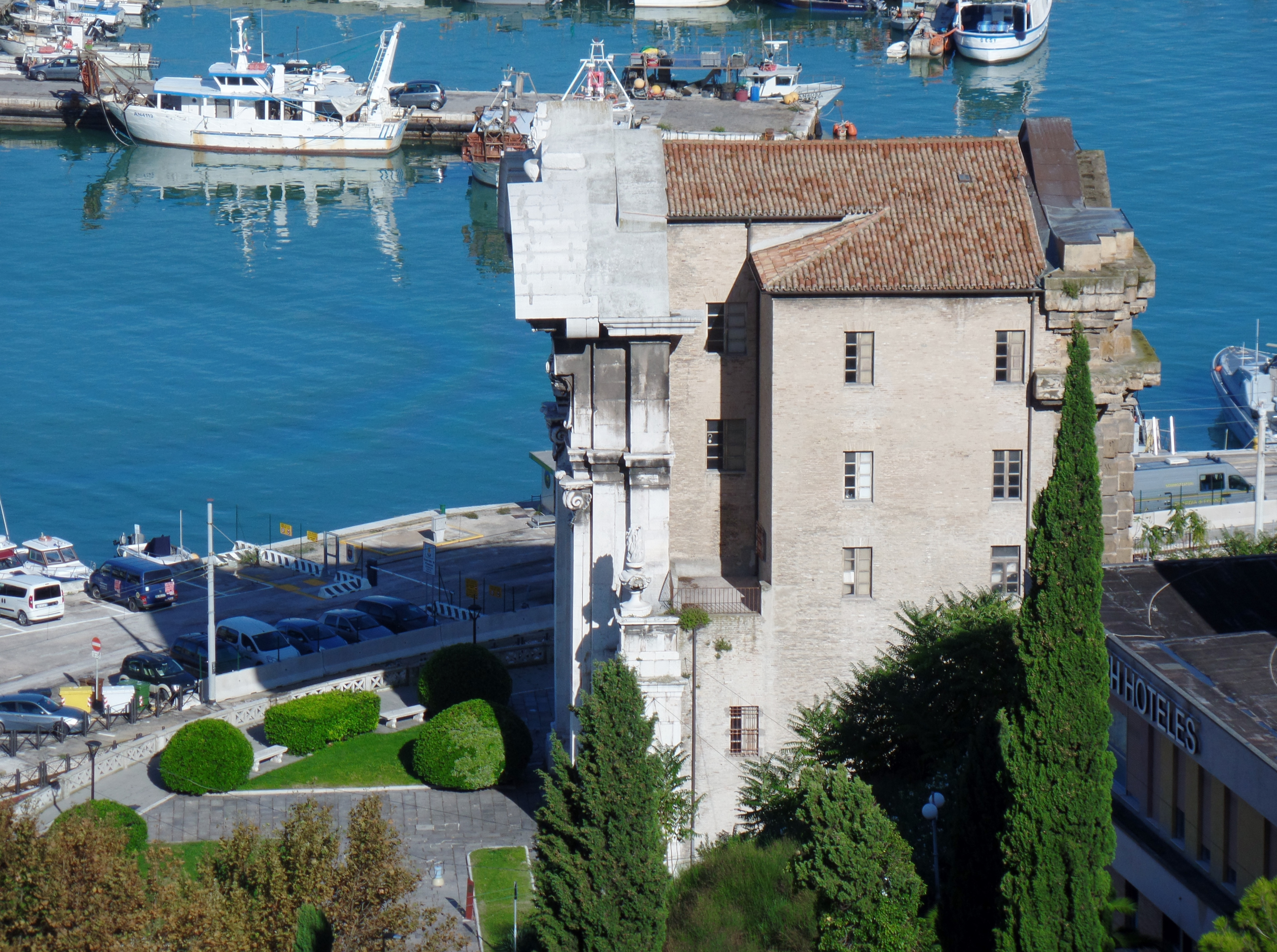
Porta Pia Ancona vista da Capodimonte
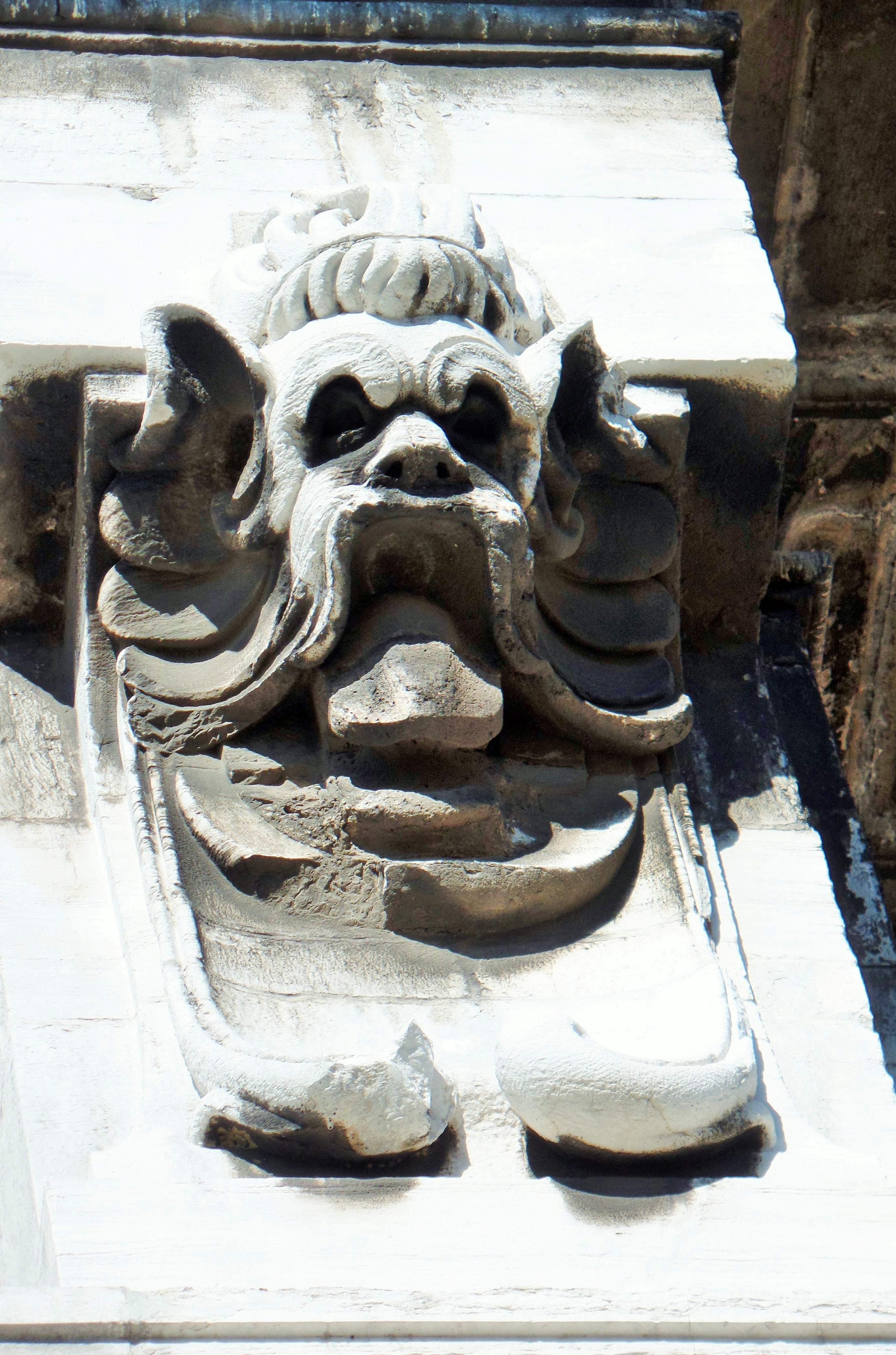
Mascherone sulla destra della facciata esterna